# Limnophora pallifemorata
Limnophora pallifemorata este o specie de muște din genul Limnophora, familia Muscidae, descrisă de Fritz Isidore van Emden în anul 1948.
Este endemică în Etiopia. Conform Catalogue of Life specia Limnophora pallifemorata nu are subspecii cunoscute.